# Clarice Lispector
Clarice Lispector   (Txetxelnik, 10 de desembre de 1920 - Rio de Janeiro, 9 de desembre de 1977) fou una escriptora en llengua portuguesa nascuda a Ucraïna i naturalitzada brasilera. La seva narrativa barreja històries costumistes, reflexions del seu pas per Europa, el judaisme, la metafísica i la relació que mantenia amb els seus homes, fills i germanes. És l'autora brasilera més traduïda del segle xx, i ha tingut una gran influència internacional. Va ser representada per l'agent literària catalana Carmen Balcells.
L'any 2009 l'escriptor nord-americà Benjamin Moser va publicar la biografia de Lispector Why This World: A Biography of Clarice Lispector. Des d'aquella publicació, les seves obres han estat objecte d'un extens projecte de retraducció. Moser, que també és l'editor de la seva antologia The Complete Stories (2015), descriu Lispector com l'escriptor jueu més important des de Kafka.

## Biografia
Des de molt petita va viure al Brasil, entre Recife i Rio de Janeiro. D'ascendència jueva, va viure en un ambient molt judaic al Brasil (a la biografia que va escriure B. Moser, Why this world, se situa la seva condició de jueva com un dels punts de la problemàtica clau de la seva escriptura). Mai negarà la seva condició de jueva, però tampoc en farà una bandera.
El volum de la seva obra abraça la narrativa, els contes i el periodisme. Va estudiar a la facultat de dret a la Universitat Federal de Rio de Janeiro. Mentre cursava la carrera va escriure la seva primera novel·la, Perto do coração selvagem (1944). L'obra li va reportar un gran èxit literari i amb ella va rebre el premi Graça Aranha. Lispector va convertir-se en un fenomen literari per ser una autora tan jove i de tanta qualitat.
La seva producció es caracteritza per un estil molt peculiar. Publicarà després A cidade sitiada (1949), i molts anys més tard Laços de família (1960). Serà amb la novel·la A Maçâ no escuro (1961) quan atraurà l'atenció de la crítica literària del Brasil i de l'àmbit internacional. Els personatges de les seves novel·les parlen amb si mateixos i indaguen sobre temes tan complexos com l'ànima. L'any 1964 publica A paixâo segundo G. H. considerada per la crítica la seva gran novel·la.
Amb Legiâo estrangeira (1964) i amb Uma aprendizagem: o livro dos prazeres (1969) l'escriptora es pregunta per temes que tenen a veure amb la metafísica. Aprofundint en l'esperit i en la condició i reflexionant sobre temes tant inaccessibles com interessants, com són Déu i la llibertat. Continua sent fidel al seu estil literari, que és la combinació d'una prosa clara, intensa i profunda.
Tot i que la seva obra va tenir molta repercussió a Europa, amb obres com Água viva i Felicidades clandestinas (1971) Clarice Lispector va consolidar-se a l'àmbit llatinoamericà.
Va morir d'un càncer d'ovari el 1977 a Rio de Janerio deixant publicades deu novel·les, dos llibres de contes i nombrosos articles periodístics recollits en diferents volums.

## Publicacions

### Publicacions en portuguès
| - Perto do coração selvagem (1944) - O lustre (1946) - A cidade sitiada (1949) - Alguns contos (1952) - Laços de família (1960) - A maçã no escuro 1961) - A legião estrangeira (1964) - A paixão segundo G.H. (1964) - O mistério do coelho pensante (1967) - A mulher que matou os peixes (1968) - Uma aprendizagem ou O livro dos prazeres (1969) - Felicidade clandestina (1971) - A imitação da rosa (1973) | - Água viva (1973) - A vida íntima de Laura (1974) - A via-crucis do corpo (1974) - Onde estivestes de noite (1974) - A hora da estrela (1977) - Para não esquecer (1978) - Quase de verdade (1978) - Um sopro de vida (1978) - A bela e a fera (1979) - A descoberta do mundo (1984) - Como nasceram as estrelas (1987) - Cartas perto do coração (2001) |

### Traduccions al català
- La passió segons G.H. Traducció de Núria Prats Espar (Editorial Empúries, 2006).
- Aigua viva Trad. de Josep Domènech Ponsatí (Pagès Editors, 2006).
- L'hora de l'estrella Trad. de Josep Domènech Ponsatí (Pagès Editors, 2006).
- La dona que va matar els peixos. Trad. Natàlia Tomàs (Editorial Cruïlla, 2007).
- El misteri del conill que pensava. Trad. Enric Tudó (Editorial Cruïlla, 2008).
- Restes de carnaval, Antologia de contes. Trad. de Josep Domènech i Pere Comellas. Edició i selecció Jordi Puig (Editorial Comanegra, 2020).
- Com van néixer les estrelles (dotze llegendes brasileres). Trad. de Gabriel de la Santíssima Trinitat Sampol i Fullana. Il·lustracions de Cesc Pujol Lapislàtzuli Editorial, 2020.
- Un alè de vida. Trad. de Josep Domènech Ponsatí (Club editor, 2021).